# Vulsor bidens
Vulsor bidens là một loài nhện trong họ Ctenidae.
Loài này thuộc chi Vulsor. Vulsor bidens được Eugène Simon miêu tả năm 1889.